# Salles-d'Angles
Salles-d'Angles är en kommun i departementet Charente i regionen Nouvelle-Aquitaine i västra Frankrike. Kommunen ligger  i kantonen Segonzac som ligger i arrondissementet Cognac. År 2022 hade Salles-d'Angles 1 007 invånare.

## Befolkningsutveckling
Antalet invånare i kommunen Salles-d'Angles
Referens:INSEE